# Chi Phong quỳ
Chi Phong quỳ hay chi Cỏ chân ngỗng (danh pháp khoa học: Anemone) là một chi thực vật có hoa thuộc họ Mao lương (Ranunculaceae). Chi này khi hiểu theo nghĩa hẹp (sensu stricto) bao gồm khoảng 120-150 loài bản địa của vùng khí hậu ôn đới. Chi này rất gần với các chi Pulsatilla ('hoa Pasque') và Hepatica; một số nhà thực vật học thậm chí gom cả hai chi trên vào trong chi Anemone. Khi hiểu theo nghĩa rộng (sensu lato) thì chi này chứa khoảng 190 loài.

## Mô tả

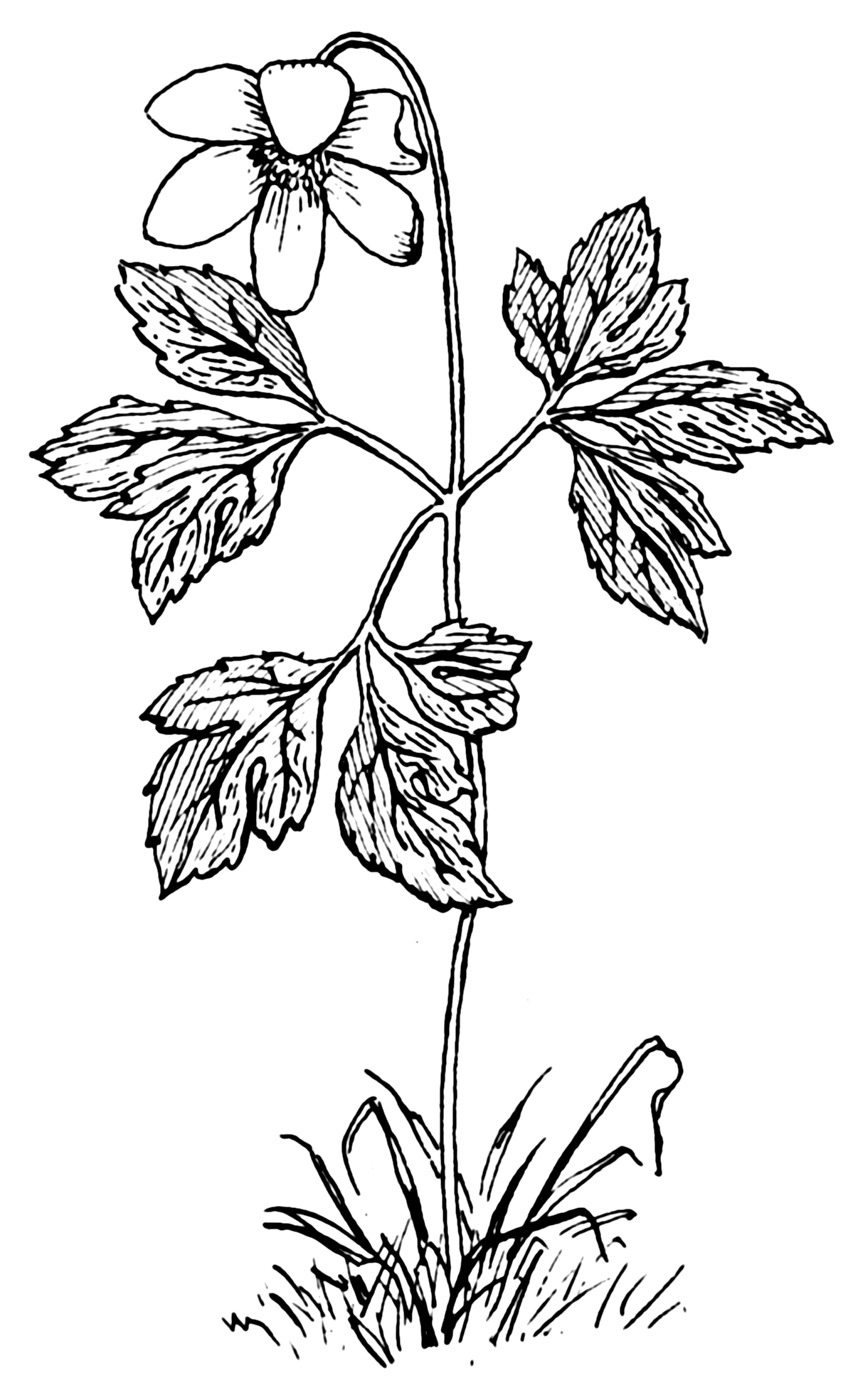
Ảnh minh họa hoa cỏ chân ngỗng

Chi Anemone gồm các loài hoa mọc quanh năm. Các lá mọc ở gốc cây có cuống lá dài; có chẻ. Mép lá có khi có răng cưa.
Hoa có từ 4–27 cánh đài, mọc thành chùm từ 2–9 hoa, hoặc thành từng tán hoa, phía trên chùm lá bắc trông giống lá hay lá đài. Lá đài có thể có nhiều màu sắc. Các nhụy hoa chỉ có duy nhất một noãn. Các hoa có chứa mật.
Quả bế mọc thành cụm nhỏ hình trứng. Các quả có đuôi dài chìa ra và đôi khi có lông.

## Các loài
Chi này có khoảng 150 loài, bao gồm:
- Anemone apennina
- Anemone baicalensis
- Anemone blanda
- Anemone canadensis
- Anemone caroliniana
- Anemone chinensis
- Anemone coronaria
- Anemone cylindrica
- Anemone deltoidea
- Anemone drummondii
- Anemone halleri
- Anemone hepatica'
- Anemone hortensis
- Anemone hupehensis
  - var. japonica
- Anemone lancifolia
- Anemone multifida
- Anemone narcissiflora
- Anemone nemorosa
- Anemone oregana
- Anemone parviflora
- Anemone quinquefolia
- Anemone ranunculoides
- Anemone riparia
- Anemone rivularis
- Anemone sylvestris
- Anemone tenuifolia
- Anemone thomsonii
- Anemone trifolia
- Anemone tuberosa
- Anemone virginiana

### Các loài từng thuộc chiPulsatilla
- Pulsatilla alpina
- Anemone occidentalis
- Pulsatilla patens
- Anemone pulsatilla (xem Pulsatilla vulgaris)

### Các loài từng thuộc chiHepatica
- Anemone hepatica – đồng nghĩa Hepatica nobilis
- Anemone acutiloba

## Hình ảnh

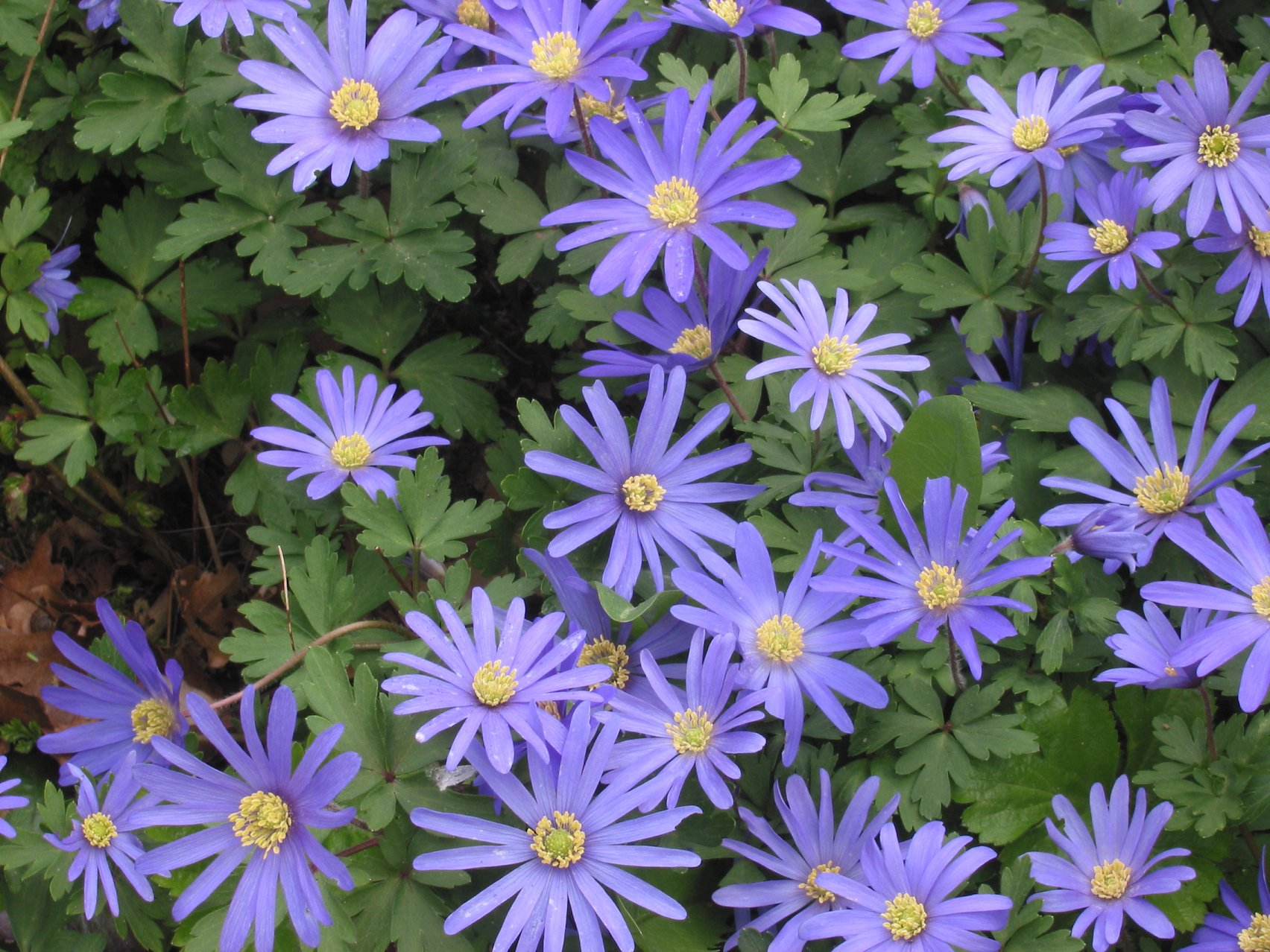
Anemone blanda
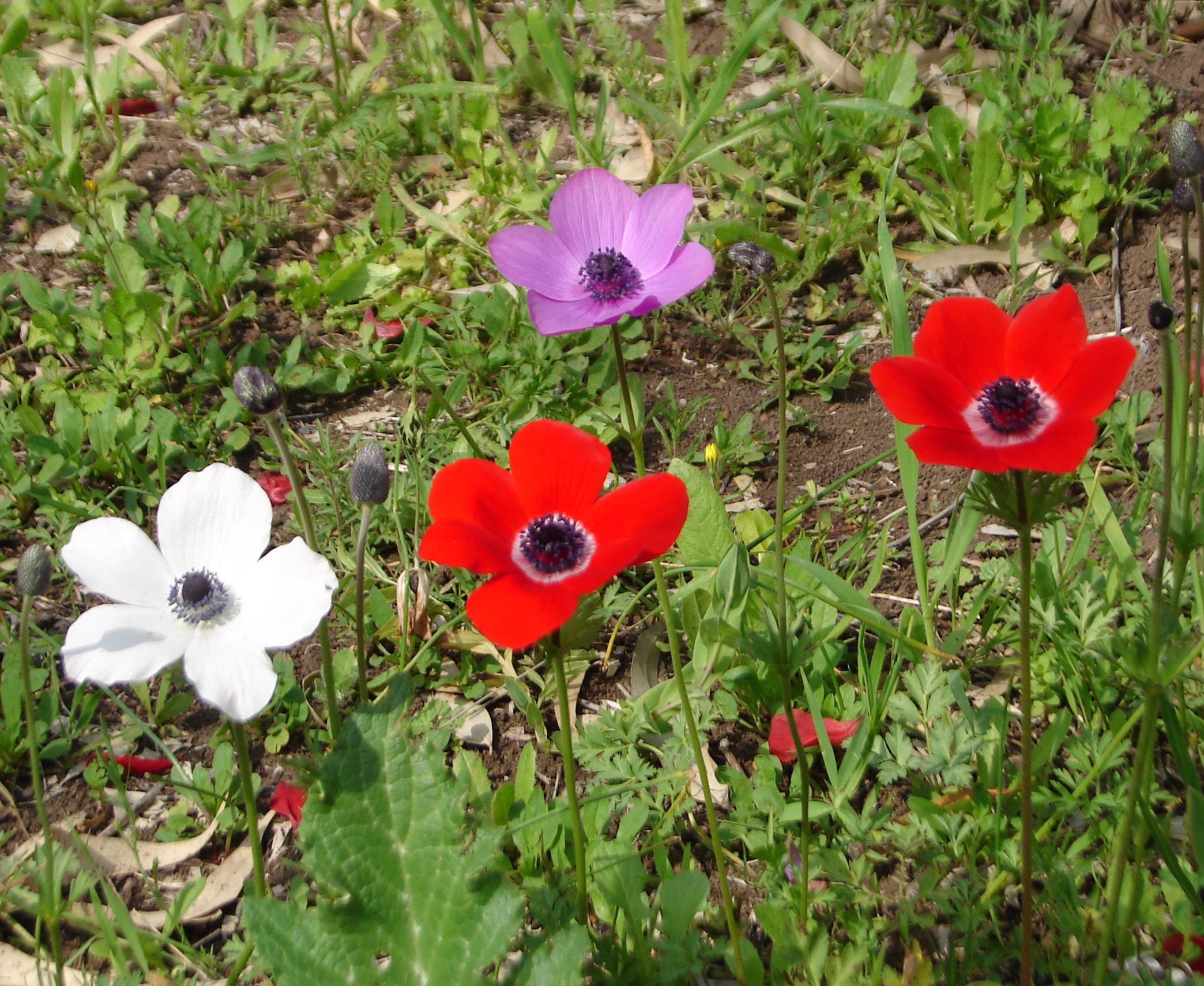
Anemone coronaria
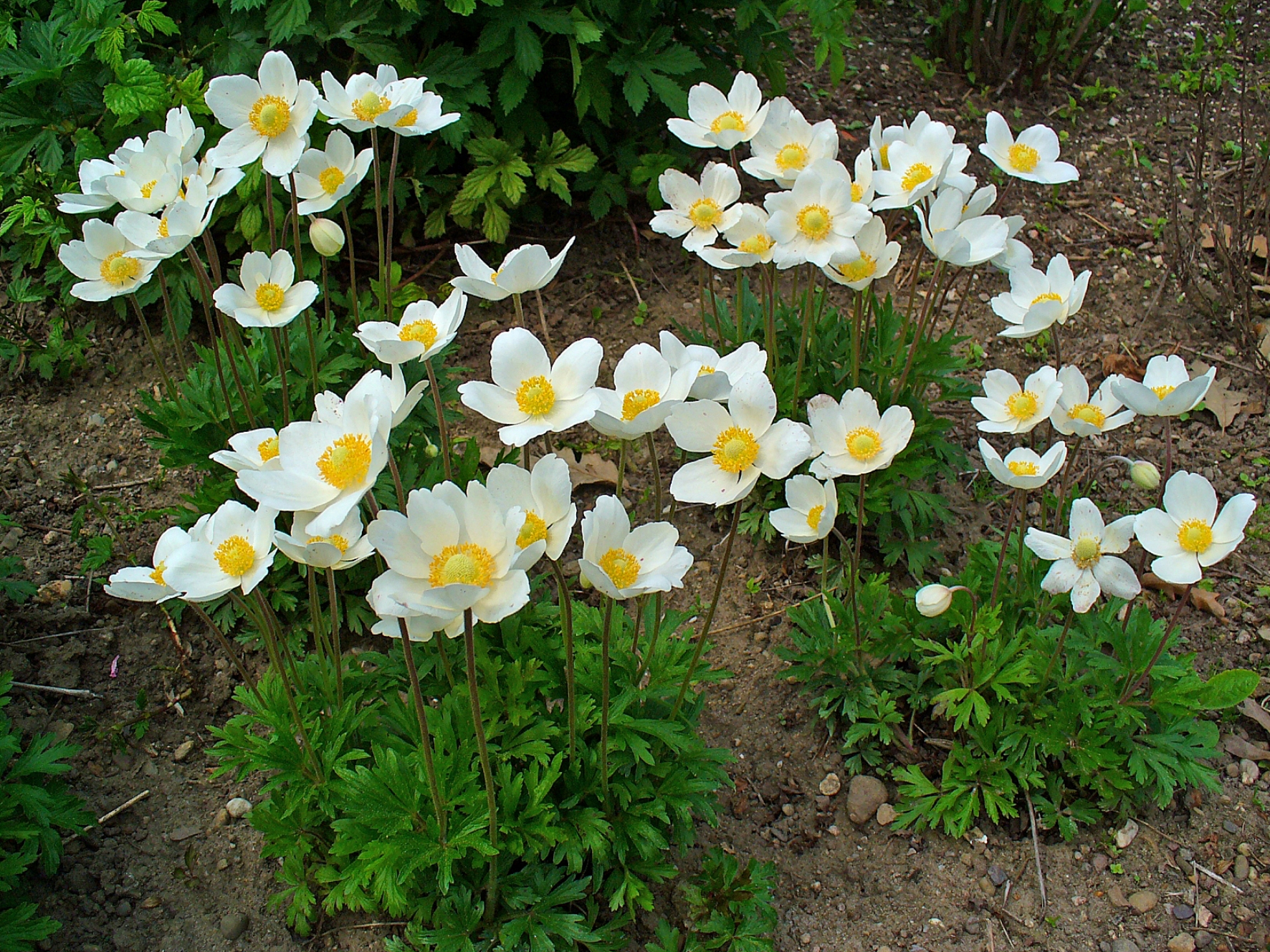
Anemone sylvestris
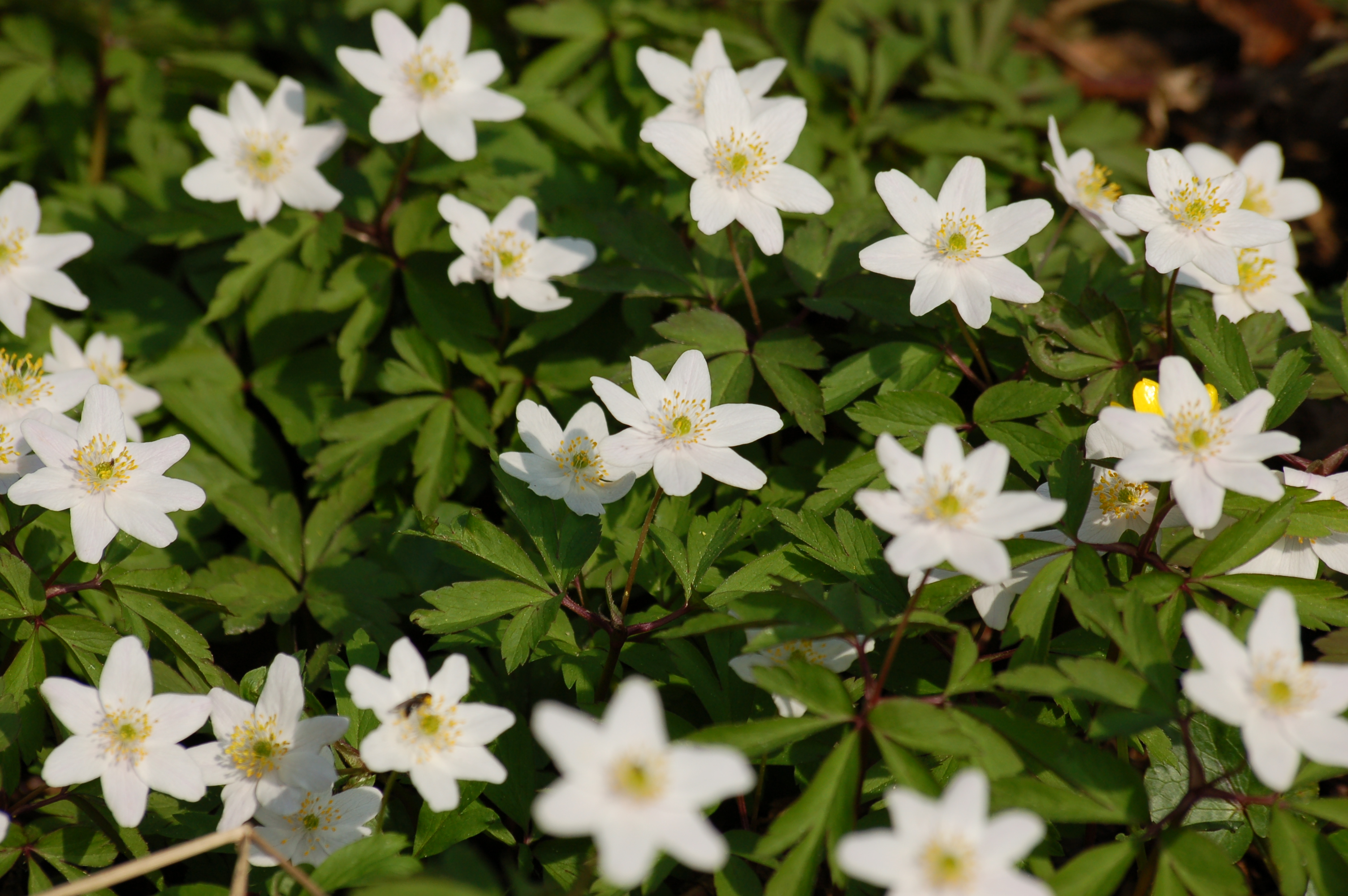
Anemone nemorosa
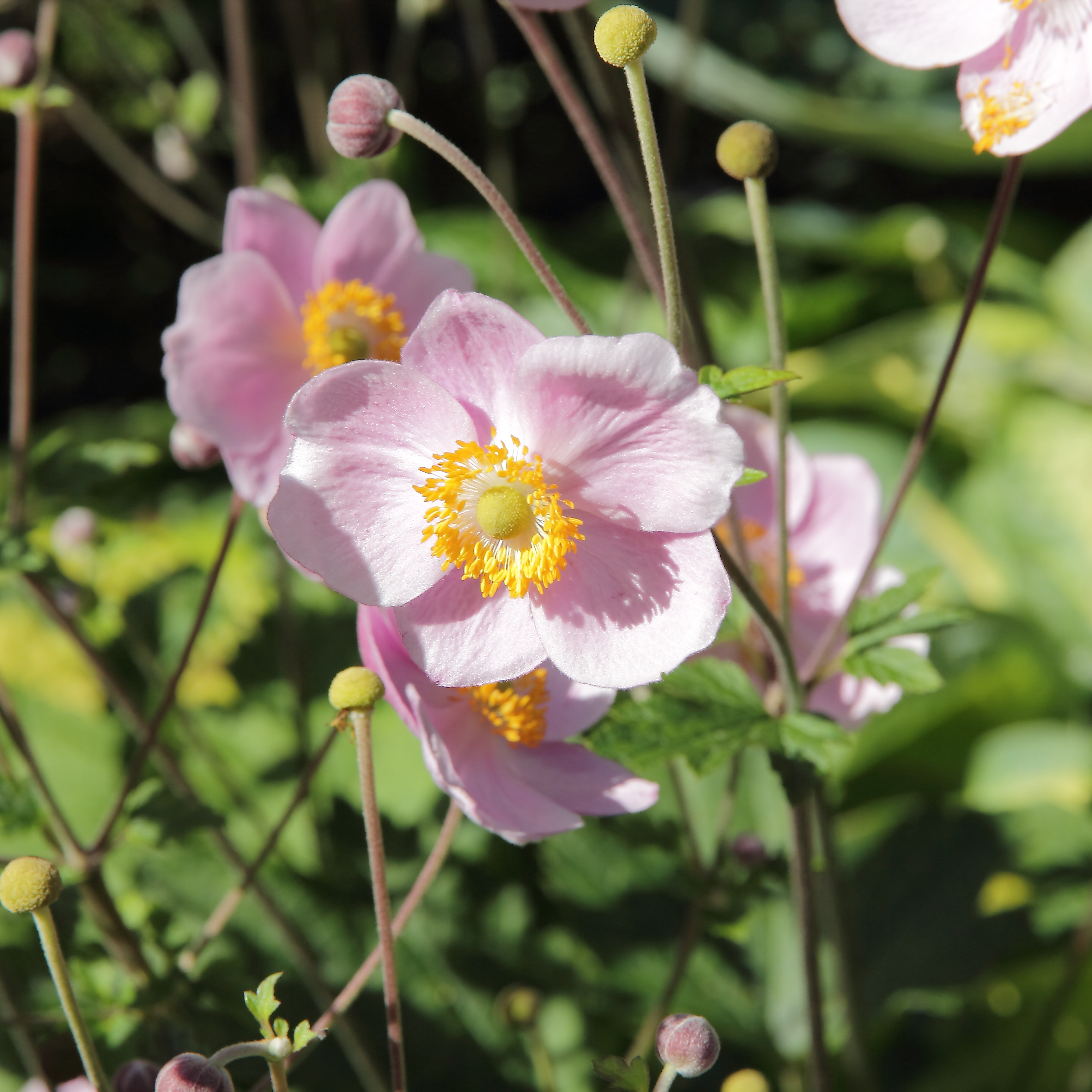
Anemone hupehensis var. japonica
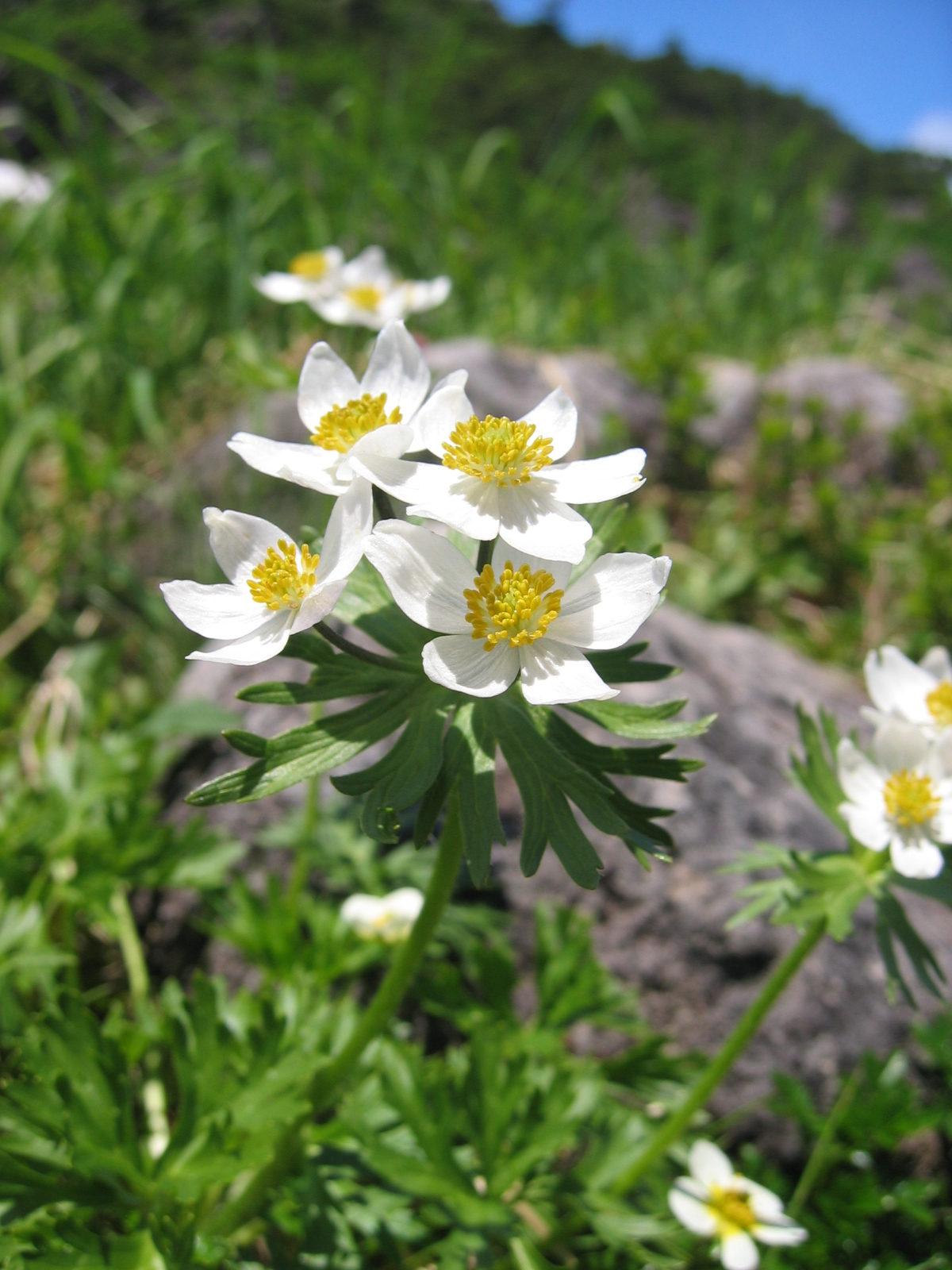
Anemone narcissiflora
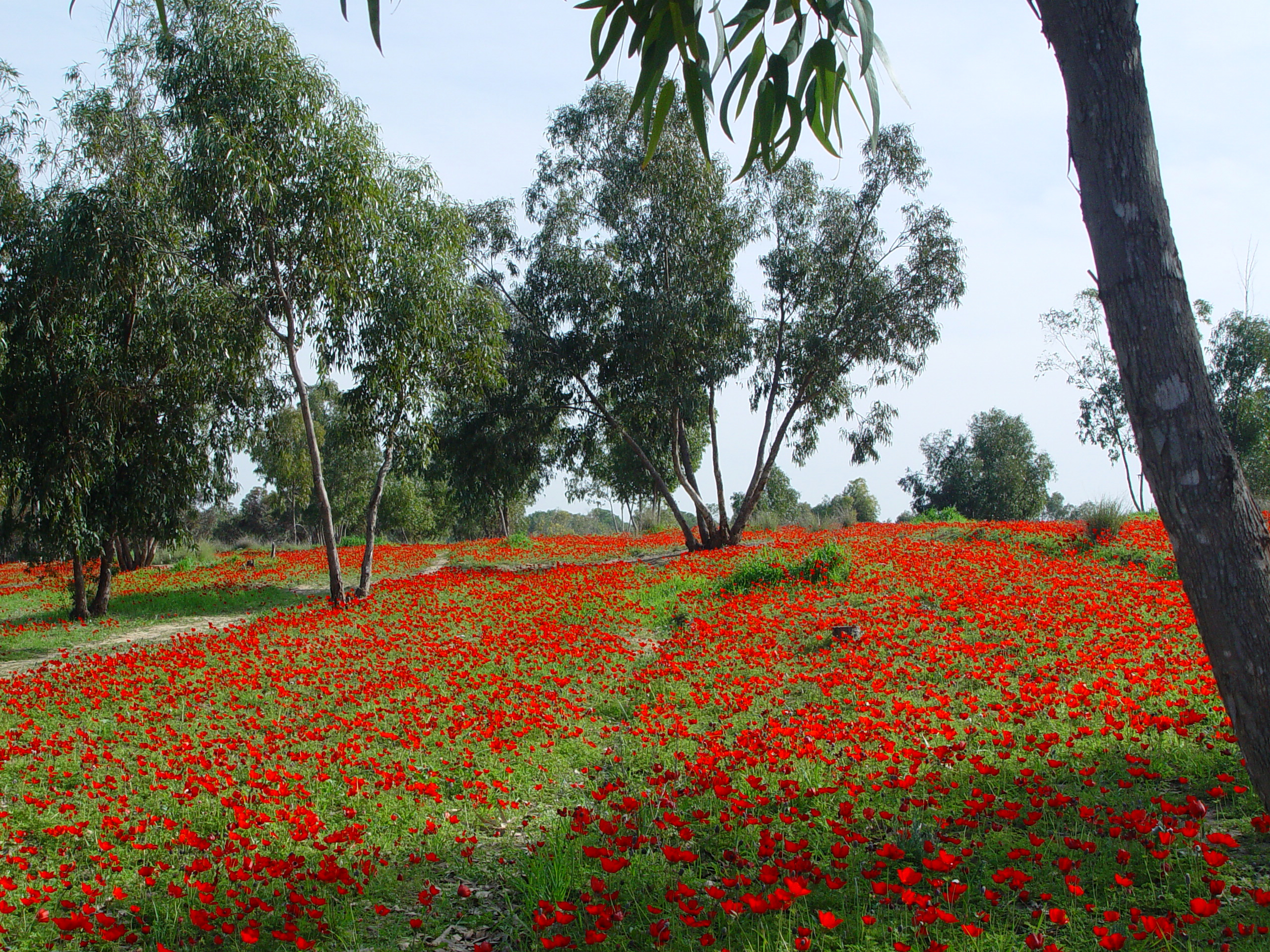
Anemone coronaria
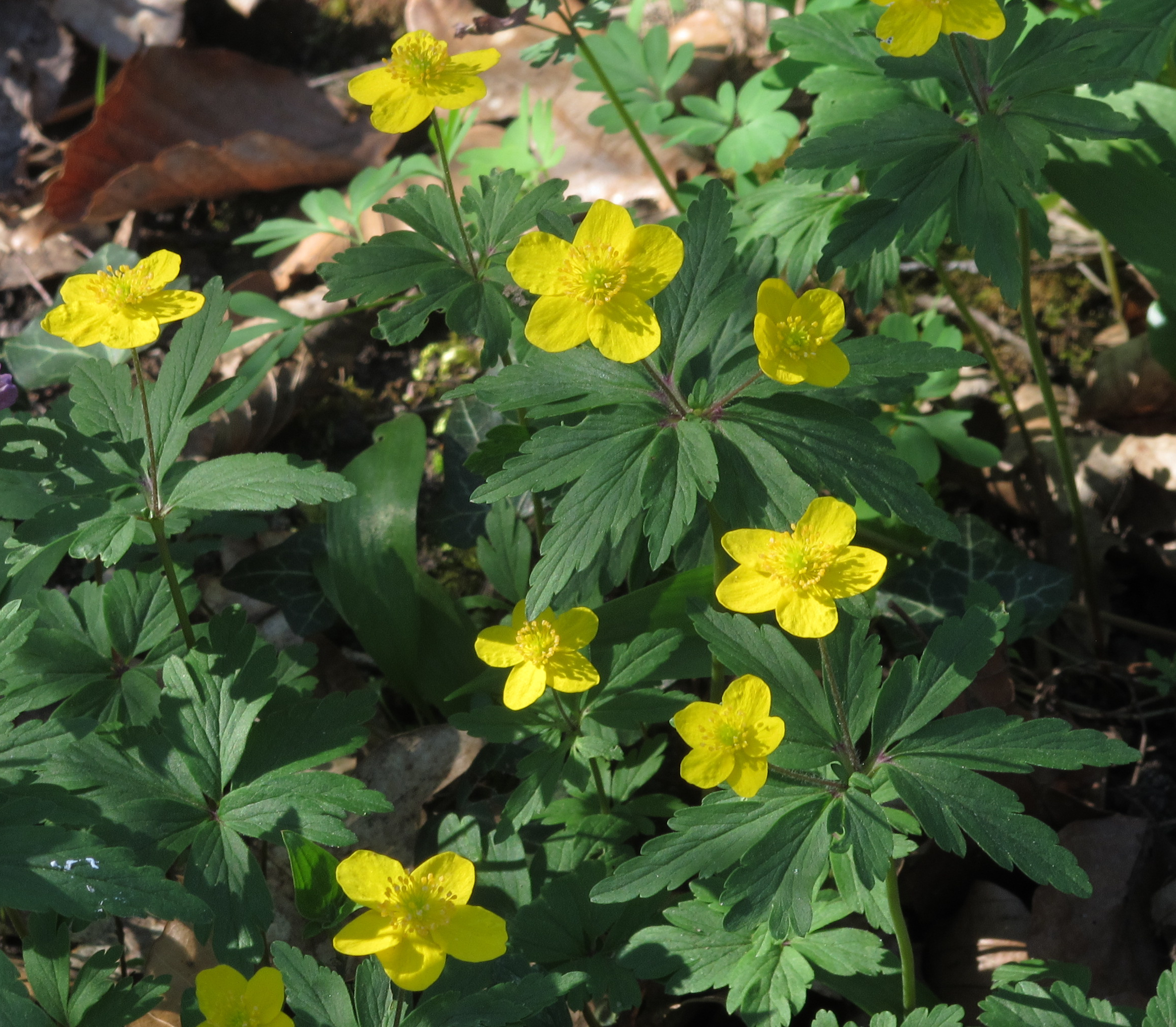
Anemone ranunculoides

### Các nguồn
- Bài viết này bao gồm văn bản từ một ấn phẩm hiện thời trong phạm vi công cộng: Chisholm, Hugh, biên tập (1911). "Anemone". Encyclopædia Britannica (ấn bản thứ 11). Cambridge University Press.